# یواس‌اس پیکینگ (دی‌دی-۶۸۵)
یواس‌اس پیکینگ (دی‌دی-۶۸۵) (به انگلیسی: USS Picking (DD-685)) یک کشتی بود که طول آن ۳۷۶٫۴ فوت (۱۱۴٫۷ متر) بود. این کشتی در سال ۱۹۴۳ ساخته شد.